# Bladtjärnen (Floda socken, Dalarna)
Bladtjärnen är en sjö i Gagnefs kommun i Dalarna och ingår i Norrströms huvudavrinningsområde. Sjöns area är 0,036 kvadratkilometer och den är belägen 249 meter över havet.